# Kaplica w Jawornicy
Kaplica w Jawornicy – zabytkowa kaplica we wsi Jawornica (województwo dolnośląskie).
Kaplica bez wezwania parafii w Lewinie Kłodzkim z 1714.